# Coari (ort)
Coari är en ort i delstaten Amazonas i nordvästra Brasilien. Den är centralort i en kommun med samma namn, och folkmängden uppgick till cirka 50 000 invånare vid folkräkningen 2010. Coari är belägen längs Amazonfloden, och orten har en flygplats som ligger några kilometer söderut.